# Mastigostyla potosina
Mastigostyla potosina är en irisväxtart som beskrevs av Robert Crichton Foster. Mastigostyla potosina ingår i släktet Mastigostyla och familjen irisväxter.
Artens utbredningsområde är Bolivia. Inga underarter finns listade i Catalogue of Life.